# Bielany (Legnica)
Bielany (niem. Herzogsiedlung) – dzielnica Legnicy, położona w południowo-wschodniej części miasta, zamieszkuje ją ok. 10 tysięcy osób.
Granice dzielnicy wyznaczają ulice: Zamiejska, Mostowa, Wały Jaworzyńskie, Strzelecka, Kaczawska, aleja Rzeczypospolitej, Malczewskiego, Radosna, Biegunowa, aleja Piłsudskiego, Gumińskiego, Myśliwca oraz tory kolejowe, Park Miejski, Park Bielański, Błonie Wrocławskie.
Osiedle zabudowane jest w większości domami jednorodzinnymi, budynkami 3-kondygnacyjnymi oraz blokami z wielkiej płyty.
Ważniejsze obiekty:
- Archiwum Państwowe we Wrocławiu Oddział w Legnicy
- Parafia św. Wojciecha
- Parafia św. Joachima i Anny
- koszary byłej jednostki wojskowej
- basen
- korty tenisowe
- Szkoła Podstawowa nr 19
- VII Liceum Ogólnokształcące
- park miejski